# Emmanuel Echeverría
Emmanuel Ricardo Echeverría Mata (La Piedad de Cabadas, 4 ottobre 2003) è un calciatore messicano, difensore del Santos Laguna.

## Caratteristiche tecniche
È un terzino sinistro.

## Carriera
È cresciuto nel settore giovanile del Santos Laguna, con cui ha debuttato il 9 novembre 2023 nell'incontro di Liga MX perso 3-0 contro il Monterrey. Ha segnato il suo primo gol il 1º aprile 2024 nell'incontro perso 2-1 contro il Juárez.

## Statistiche

### Presenze e reti nei club
Statistiche aggiornate al 4 marzo 2025.
| Stagione        | Squadra         | Campionato      | Campionato | Campionato | Coppe nazionali | Coppe nazionali | Coppe nazionali | Coppe continentali | Coppe continentali | Coppe continentali | Altre coppe | Altre coppe | Altre coppe | Totale | Totale | Totale |
| Stagione        | Squadra         | Comp            | Pres       | Reti       | Comp            | Pres            | Reti            | Comp               | Pres               | Reti               | Comp        | Pres        | Reti        | Pres   | Reti   |        |
| --------------- | --------------- | --------------- | ---------- | ---------- | --------------- | --------------- | --------------- | ------------------ | ------------------ | ------------------ | ----------- | ----------- | ----------- | ------ | ------ | ------ |
| 2023-2024       | Santos Laguna   | LMX             | 12         | 1          | -               | -               | -               | -                  | -                  | -                  | LC          | 0           | 0           | 12     | 0      |        |
| 2024-2025       | Santos Laguna   | LMX             | 21         | 1          | -               | -               | -               | -                  | -                  | -                  | LC          | 2           | 0           | 23     | 1      |        |
| Totale carriera | Totale carriera | Totale carriera | 33         | 2          |                 | -               | -               |                    | -                  | -                  |             | 2           | 0           | 35     | 2      |        |